# Kaunissaari (ö i Södra Karelen, Villmanstrand)
Kaunissaari är en ö i Finland. Den ligger i sjön Kivijärvi och i kommunen Luumäki i den ekonomiska regionen  Villmanstrands ekonomiska region  och landskapet Södra Karelen, i den södra delen av landet, 170 km nordost om huvudstaden Helsingfors. Öns area är 19,7 hektar och dess största längd är 0,6 kilometer i sydväst-nordöstlig riktning.